# Marco Del Lungo
Marco Del Lungo, né le 1er mars 1990 à Tarquinia, est un joueur de water-polo international italien évoluant au poste de gardien de but à l'AN Brescia et en équipe d'Italie dans laquelle il a pris la suite de Stefano Tempesti.
Ayant débuté avec l'équipe de Civitavecchia, il est acheté par la Brixia Leonessa en 2011.

## Palmarès

### En club
- AN Brescia
  - LEN Euro Cup :
    - Vainqueur : 2016.

  - Coupe d'Italie :
    - Vainqueur : 2012.

### En sélection
- Italie
  - Jeux olympiques :
    - Médaille de bronze : 2016.

  - Ligue mondiale :
    - Finaliste : 2017.
    - Quatrième : 2016.

  - Championnat d'Europe :
    - Troisième : 2014.